# モンスターズ・オブ・ロック
モンスターズ・オブ・ロック (Monsters of Rock) は、1980年から1996年までイギリスのドニントンパークで毎年8月末に行われたロック・フェスティバル。
1980年にNWOBHMを契機としたハードロック・ヘヴィメタルの盛り上がりを受け、メジャーレコード会社のポリドールがバックアップする形で、8月16日に最初の「Monsters of Rock」が開催された。出演バンドのうちジューダス・プリーストを除き、ライブを収録したLPレコードが発売されている。なお、ヘッドライナーを務めたレインボーは、コージー・パウエル在籍時最後のライブでもあった。
1983年の西ドイツ・カイザースラウテルンとニュルンベルクを廻るツアーを皮切りに、オランダ、スペイン、イタリア、スウェーデン、アメリカ合衆国、ブラジル、アルゼンチン、チリなどでもツアーが開催されている。1991年は東欧革命の後の東ヨーロッパや崩壊直前のソビエト連邦にも巡回し、中南米では1994年の最初のツアー以来、イギリスでの開催がなくなった後も断続的にツアーが行われている。
2006年には10年ぶりに復活し、約3万人を動員した。

## 出演アーティスト
- 1980年
レインボー、ジューダス・プリースト、スコーピオンズ、エイプリル・ワイン、サクソン、ライオット、タッチ
- 1981年
AC/DC、ホワイトスネイク、ブルー・オイスター・カルト、スレイド、ブラックフット、モア
- 1982年
ステイタス・クォー、ギラン、サクソン、ホークウインド、ユーライア・ヒープ、アンヴィル
- 1983年
ホワイトスネイク、ミートローフ、ZZトップ、トゥイステッド・シスター、ディオ、ダイアモンド・ヘッド
- 1984年
AC/DC、ヴァン・ヘイレン、オジー・オズボーン、ゲイリー・ムーア、Y&T、アクセプト、モトリー・クルー
- 1985年
ZZトップ、マリリオン、ボン・ジョヴィ、メタリカ、ラット、マグナム
- 1986年
オジー・オズボーン、スコーピオンズ、デフ・レパード、モーターヘッド、バッド・ニュース、マリリオン、ウォーロック
- 1987年
ボン・ジョヴィ、ディオ、メタリカ、アンスラックス、W.A.S.P.、シンデレラ
- 1988年 - この年、ガンズ・アンド・ローゼズの演奏中に群衆事故が発生し、2人が死亡している。
アイアン・メイデン、キッス、デイヴィッド・リー・ロス、ガンズ・アンド・ローゼズ、メガデス、ハロウィン
- 1990年
ホワイトスネイク、エアロスミス、ポイズン、クワイアボーイズ、サンダー
- 1991年
AC/DC、メタリカ、モトリー・クルー、クイーンズライク、ブラック・クロウズ
- 1992年
アイアン・メイデン、スキッド・ロウ、サンダー、スレイヤー、W.A.S.P.、ジ・オールマイティー
- 1994年
メイン・ステージ - エアロスミス、エクストリーム、セパルトゥラ、パンテラ、セラピー?、プライド・アンド・グローリー
セカンド・ステージ - ワイルドハーツ、テラーヴィジョン、スキン、バイオハザード、クライ・オブ・ラヴ、ヘッドスウィム
- 1995年
メタリカ、セラピー?、スキッド・ロウ、スレイヤー、スラッシュズ・スネイクピット、ホワイト・ゾンビ、マシーン・ヘッド、ウォリアー・ソウル、コロージョン・オブ・コンフォーミティ
- 1996年
メイン・ステージ - キッス、オジー・オズボーン、セパルトゥラ、バイオハザード、ドッグ・イート・ドッグ、パラダイス・ロスト、フィア・ファクトリー
ケラング!ステージ - コーン、タイプ・オー・ネガティヴ、エヴァークリアー、3カラーズ・レッド、ハニークラック、セシル
- 2006年
ディープ・パープル、アリス・クーパー、ジャーニー、サンダー、クイーンズライク、テッド・ニュージェント、ロードスター